# Trentepohlia (Paramongoma) mera
Trentepohlia (Paramongoma) mera is een tweevleugelige uit de familie steltmuggen (Limoniidae). De soort komt voor in het Afrotropisch gebied.